# بريسنيل كيمبيمبي
لاعب كرة قدم فرنسي
بريسنيل كيمبيمبي (بالفرنسية: Presnel Kimpembe)‏ (13 غشت 1995 ,بومونت سير واز ،  فرنسا) مدافع يلعب لصالح فريق باريس سان جيرمان الفرنسي. انضم للفريق منذ سن العاشرة وتكون في مركز تكوينه. لعب كيمبيمبي مع منتخب الكونغو الديمقراطية للشبان  قبل أن يغير رأيه وينضم لمنتخب فرنسا تحت 21 سنة لاحقا.

## مسيرته الكروية
لعب بريسنيل كيمبيمبي خلال مسيرته الاحترافية مع ناديين في تسعة مواسم وسجل خلالها هدفًا واحدًا ضمن 134 مباراة. حيث فاز في أربعة مواسم بالكأس وفي خمسة مواسم بالدوري.
خاض بريسنيل كيمبيمبي مسيرته مع نادي أكاديمية باريس سان جيرمان في موسم 2013–14 واستمر معه طيلة ثلاثة مواسم، مشاركًا في 40 مباراة سجل خلالها هدفًا واحدًا. ثم انتقل إلى نادي باريس سان جيرمان في موسم 2014–15 ليلعب معه ستة مواسم، حيث شارك في 94 مباراة ولم يسجل أي هدف.

## روابط خارجية
- بريسنيل كيمبيمبي على موقع IMDb (الإنجليزية)
- بريسنيل كيمبيمبي على موقع ألو سيني (الفرنسية)
- بريسنيل كيمبيمبي على موقع قاعدة بيانات الفيلم (الإنجليزية)

- بريسنيل كيمبيمبي على موقع الاتحاد الدولي (مؤرشف)  (الإنجليزية)
- بريسنيل كيمبيمبي على موقع الاتحاد الأوربي (الإنجليزية)
- بريسنيل كيمبيمبي على موقع رابطة كرة القدم الفرنسية للمحترفين (الإنجليزية)
- بريسنيل كيمبيمبي على موقع إي إس بي إن إف سي (الإنجليزية)
- بريسنيل كيمبيمبي على موقع قاعدة بيانات كرة القدم.إي يو (الإنجليزية)
- بريسنيل كيمبيمبي على موقع ليكيب (الفرنسية)
- بريسنيل كيمبيمبي على موقع ناشيونال فوتبول تيمز (الإنجليزية)
- بريسنيل كيمبيمبي على موقع Soccerbase.com (لاعب) (الإنجليزية)
- بريسنيل كيمبيمبي على موقع Soccerway.com (الإنجليزية)
- بريسنيل كيمبيمبي على موقع عالم كرة القدم.نت (الإنجليزية)